# Marignier
Marignier est une commune française située dans le département de la Haute-Savoie, en région Auvergne-Rhône-Alpes.

## Géographie

### Localisation
Marignier est une commune située dans la moyenne vallée de l'Arve, entre Cluses et Bonneville. Elle se situe au pied du Môle à la confluence de l'Arve et du Giffre. Le territoire communal est partagé entre le fond de la vallée et les coteaux notamment celui du Môle. L'altitude de la ville est de 475 m mais le point culminant (le Môle) atteint 1 863 m.
Les communes limitrophes sont Ayze et Saint-Jeoire à l'ouest, Mieussy au nord, Thyez à l'est et Vougy au sud.

### Voies de communication et transports
La commune est traversée par la ligne L3 du RER franco-valdo-genevois Léman Express depuis 2019, sur la ligne de La Roche-sur-Foron à Saint-Gervais-les-Bains-Le Fayet. La gare de Marignier est une gare voyageurs et marchandises de la Société nationale des chemins de fer français (SNCF).

### Hameaux et quartiers
Chef-lieu, Anterne, Le Coin, la Combaz, la Fruitière, le Giffre, les Granges, Chez Millet, Monnaz, Ossat, le Maroc, Les Prés Paris, l'Eponnet, Le Haut Cheney, le Bas Cheney...

## Urbanisme

### Typologie
Au 1er janvier 2024, Marignier est catégorisée ceinture urbaine, selon la nouvelle grille communale de densité à sept niveaux définie par l'Insee en 2022.
Elle appartient à l'unité urbaine de Cluses, une agglomération intra-départementale regroupant 18  communes, dont elle est une commune de la banlieue,,. Par ailleurs la commune fait partie de l'aire d'attraction de Cluses, dont elle est une commune de la couronne,. Cette aire, qui regroupe 12 communes, est catégorisée dans les aires de 50 000 à moins de 200 000 habitants,.

### Occupation des sols
L'occupation des sols de la commune, telle qu'elle ressort de la base de données européenne d’occupation biophysique des sols Corine Land Cover (CLC), est marquée par l'importance des forêts et milieux semi-naturels (62,3 % en 2018), en augmentation par rapport à 1990 (58,7 %). La répartition détaillée en 2018 est la suivante : 
forêts (56,9 %), zones agricoles hétérogènes (17 %), zones urbanisées (16,7 %), milieux à végétation arbustive et/ou herbacée (3,4 %), prairies (2,2 %), espaces ouverts, sans ou avec peu de végétation (2,1 %), zones industrielles ou commerciales et réseaux de communication (1,9 %).
L'IGN met par ailleurs à disposition un outil en ligne permettant de comparer l’évolution dans le temps de l’occupation des sols de la commune (ou de territoires à des échelles différentes). Plusieurs époques sont accessibles sous forme de cartes ou photos aériennes : la carte de Cassini (XVIIIe siècle), la carte d'état-major (1820-1866) et la période actuelle (1950 à aujourd'hui).

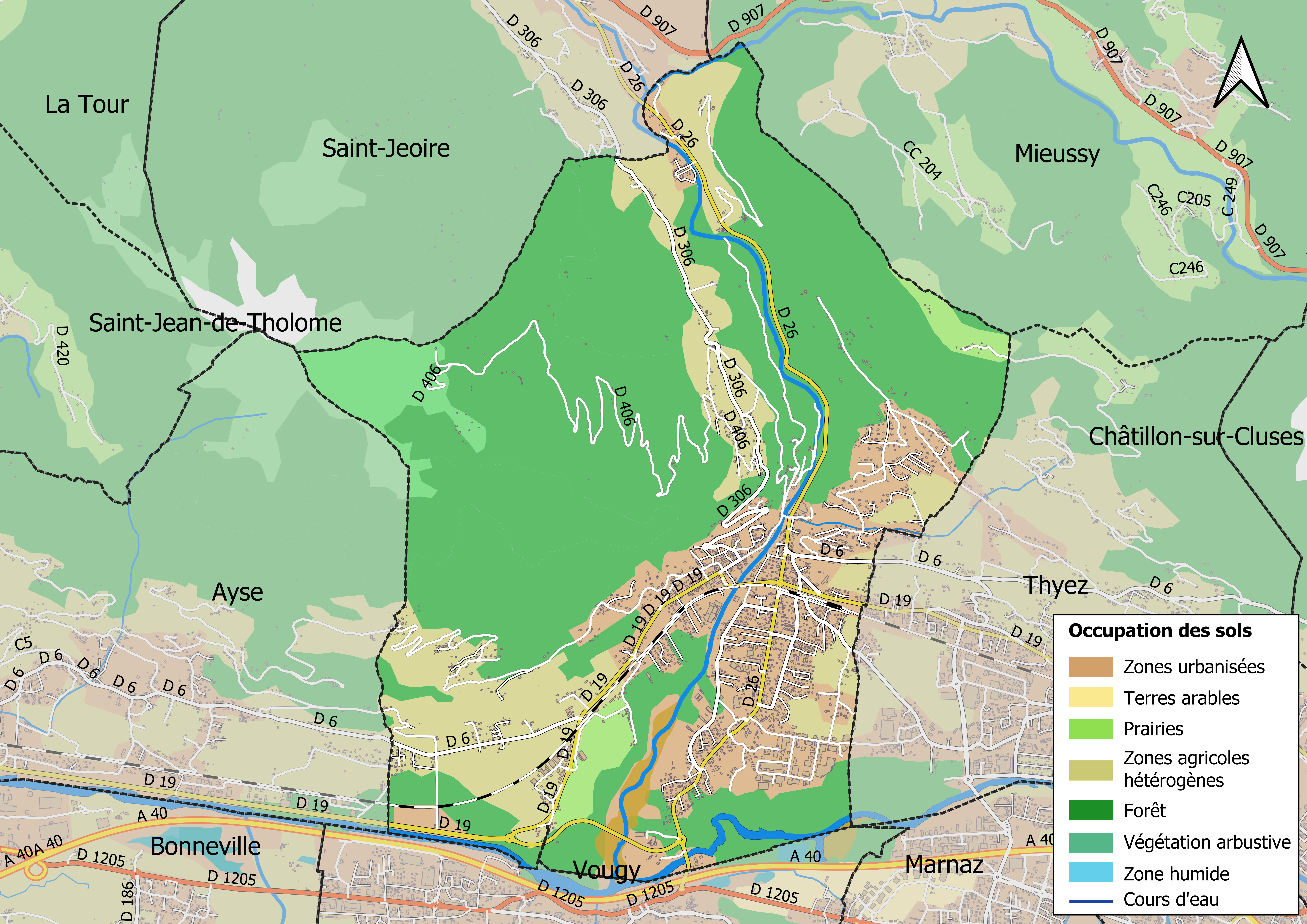
Carte des infrastructures et de l'occupation des sols en 2018 (CLC) de la commune.
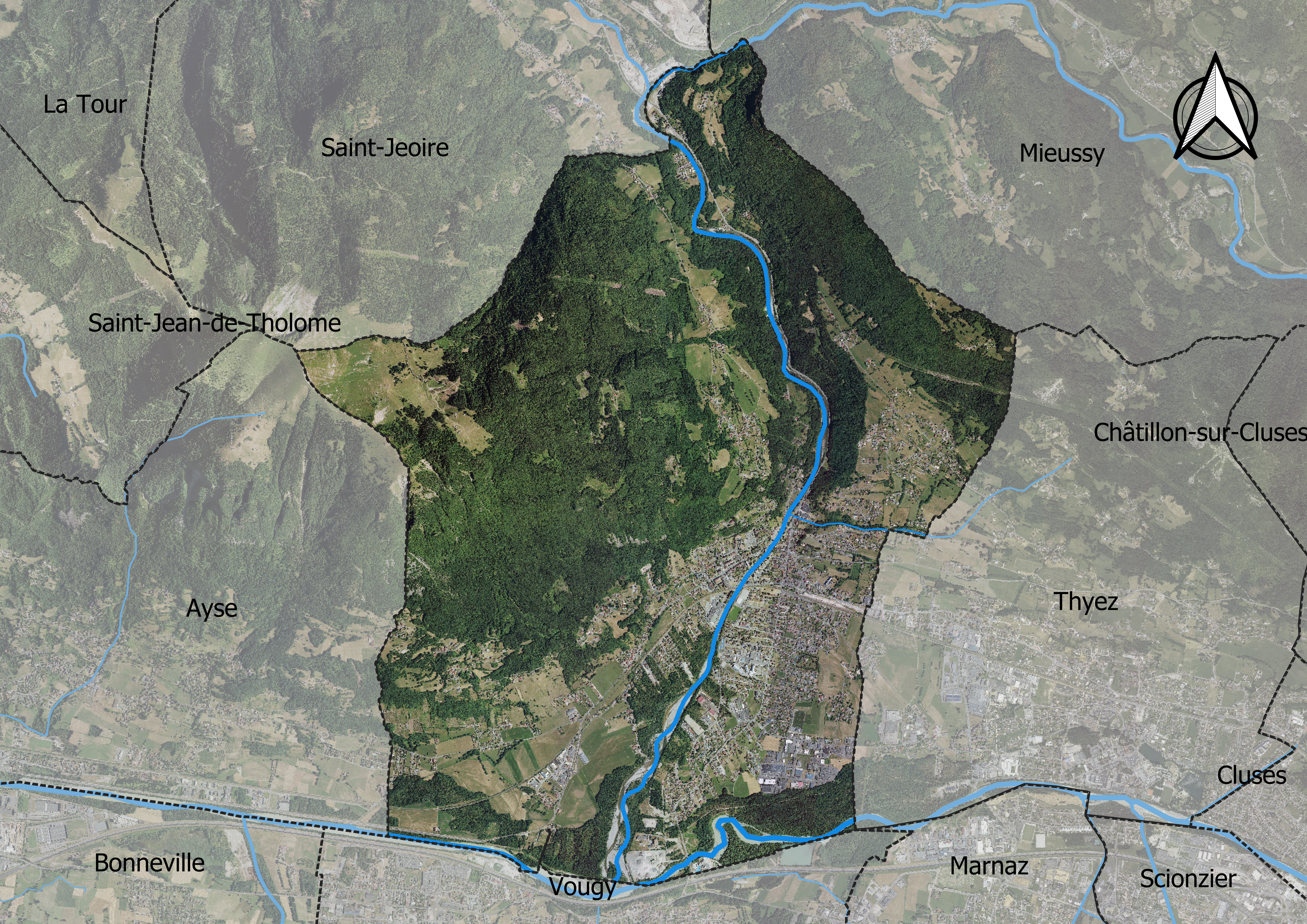
Carte orthophotogrammétrique de la commune.

## Toponymie
Le nom est mentionné anciennement sous les formes Marrignier au XIIIe siècle, voire Marigny au XIXe siècle.
Le toponyme dériverait d'un nom gallo-roman Marinius ou du cognomen Marinus.
En francoprovençal ou arpitan savoyard, le nom de la commune s'écrit Mâreniér et se prononce « Mâr'ni » (retranscrit selon la graphie semi-phonétique de Conflans).

## Histoire
Connue sous le nom de Marinicum au Moyen Âge, la ville aurait été créée par un chevalier de retour des croisades. Ceci expliquerait la présence du croissant de lune sur le blason de la ville.
Point de passage obligé pour franchir le Giffre par le « vieux pont » (1788), Marignier prend de l'importance lors de l'établissement de la ligne de chemin de fer conduisant à Chamonix et l'ouverture de la gare de Marignier le 1er juin 1890. Elle est notamment équipée du télégraphe et devient une des villes les plus importantes de la vallée.
Lors des débats sur l'avenir du duché de Savoie, en 1860, la population est sensible à l'idée d'une union de la partie nord du duché à la Suisse. Une pétition circule dans cette partie du pays (Chablais, Faucigny, Nord du Genevois) et réunit plus de 13 600 signatures, dont 84 pour la commune,. Le duché est réuni à la suite d'un plébiscite organisé les 22 et 23 avril 1860 où 99,8 % des Savoyards répondent « oui » à la question « La Savoie veut-elle être réunie à la France ? ».
Avec la révolution industrielle, la ville se dote d'une grande industrie sidérurgique avec l'usine électrométallurgique du Giffre, qui ne fermera ses portes que dans les années 1990. En 1884 est créée, au hameau d'Ossat, l'atelier familial de mécanique qui deviendra en 1920 la Tréfilerie Périllat.
Le 1er avril 1944, l'occupant allemand démantèle un groupe de résistants à l'usine du Giffre : quatre ouvriers sont fusillés, vingt-quatre sont déportés en Allemagne — dix d'entre eux mourront au camp de Buchenwald.
Le 8 janvier 1960, une terrible explosion à l'usine du Giffre coûte la vie à sept personnes.
Comme le reste de la vallée de l'Arve, les industries du décolletage se développent après la guerre et s'installent dans la ville.

## Politique et administration

### Liste des maires
| Période                                  | Période   | Identité                   | Étiquette | Qualité |
| ---------------------------------------- | --------- | -------------------------- | --------- | --- |
| Les données manquantes sont à compléter. |           |                            |           | |
| ca. 1870                                 |           | J. Rubin                   |           | |
| 1938                                     | 1950      | Angelin Périllat           |           | |
| 1950                                     | 1955      | Emile Dubouloz             |           | |
| ca. 1955                                 |           | Jean Ballaloud             |           | |
| Les données manquantes sont à compléter. |           |                            |           | |
| 1983                                     | mars 1989 | Gilbert Rubin-Delanchy     |           | |
| mars 1989                                | mars 2014 | Raymond Mudry              | DVD       | Technicien retraité Conseiller général du canton de Bonneville (1994 → 2015) Vice-président du conseil général (2003 → 2015) Vice-président du conseil départemental (2015 → 2021) |
| mars 2014                                | mai 2020  | Bertrand Mauris-Demourioux | UMP-LR    | Cadre supérieur 5e vice-président de la CC Faucigny-Glières (2014 → 2020) |
| mai 2020                                 | En cours  | Christophe Pery            | SE        | Cadre de la fonction publique territoriale 2e vice-président de la CC Faucigny-Glières (2020 → )                                                                                   |

### Politique de développement durable
La commune s’est engagée dans une politique de développement durable en lançant une démarche d'Agenda 21 en 2010.
Marignier est récompensée par deux fleurs au palmarès du concours des villes et villages fleuris. En 2014, la commune de Marignier bénéficie du label « ville fleurie » avec « deux fleurs » attribuées par le Conseil national des villes et villages fleuris de France au concours des villes et villages fleuris.

### Jumelages
Marignier est jumelée avec la commune de Nus, en Vallée d'Aoste.

## Démographie
Les habitants de la commune sont appelés les Margnerot(e)s.
L'évolution du nombre d'habitants est connue à travers les recensements de la population effectués dans la commune depuis 1793. Pour les communes de moins de 10 000 habitants, une enquête de recensement portant sur toute la population est réalisée tous les cinq ans, les populations de référence des années intermédiaires étant quant à elles estimées par interpolation ou extrapolation. Pour la commune, le premier recensement exhaustif entrant dans le cadre du nouveau dispositif a été réalisé en 2005.

En 2022, la commune comptait 6 432 habitants, en évolution de −0,05 % par rapport à 2016 (Haute-Savoie : +6,01 %, France hors Mayotte : +2,11 %).
| 1793  | 1800  | 1806  | 1822  | 1838  | 1848  | 1858  | 1861  | 1866  |
| ----- | ----- | ----- | ----- | ----- | ----- | ----- | ----- | ----- |
| 1 052 | 1 260 | 1 333 | 1 461 | 1 713 | 1 837 | 1 765 | 1 653 | 1 743 |

| 1872  | 1876  | 1881  | 1886  | 1891  | 1896  | 1901  | 1906  | 1911  |
| ----- | ----- | ----- | ----- | ----- | ----- | ----- | ----- | ----- |
| 1 833 | 1 892 | 1 894 | 1 920 | 1 867 | 1 817 | 1 775 | 1 774 | 1 808 |

| 1921  | 1926  | 1931  | 1936  | 1946  | 1954  | 1962  | 1968  | 1975  |
| ----- | ----- | ----- | ----- | ----- | ----- | ----- | ----- | ----- |
| 1 808 | 1 851 | 1 890 | 1 893 | 1 906 | 2 212 | 2 665 | 3 070 | 3 451 |

| 1982  | 1990  | 1999  | 2005  | 2006  | 2010  | 2015  | 2020  | 2022  |
| ----- | ----- | ----- | ----- | ----- | ----- | ----- | ----- | ----- |
| 3 679 | 4 322 | 5 323 | 5 974 | 6 050 | 6 159 | 6 463 | 6 333 | 6 432 |

## Culture locale et patrimoine

### Lieux et monuments

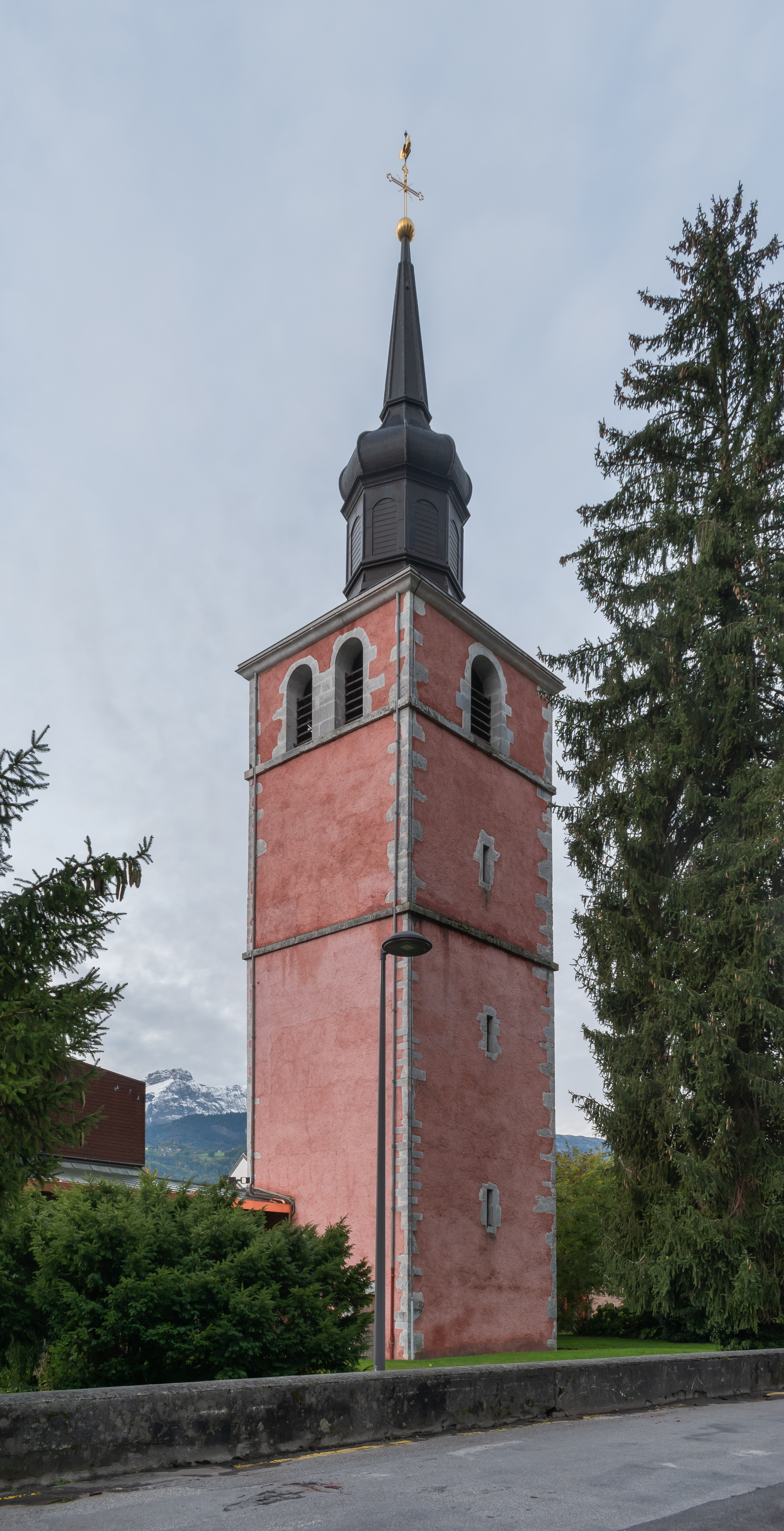
Clocher à bulbe datant de 1740, de l'église Saint-Maurice.

- Église Saint-Maurice : le clocher de l'église est un clocher à bulbe du XVIIIe siècle, typique de l'architecture savoyarde. L'église a été reconstruite en 1956 par l'architecte Maurice Novarina.
- Le « vieux pont » (1788) était le seul point de passage sur le Giffre jusqu'à l'arrivée du train au XIXe siècle.
- Châtelard (châtelet, indice)

### Patrimoine naturel
Il existe à Marignier plusieurs chemins de randonnée, vers le Môle par exemple, et un point de vue magnifique au lieudit les Granges sur toute la vallée de l'Arve et le mont Blanc.